# Division IA du Championnat du monde junior de hockey sur glace 2017
Le tournoi de la Division IA du Championnat du monde junior de hockey sur glace 2017 a lieu à l'Arena BHV de Bremerhaven du 11 au 17 décembre 2016.

## Format de la compétition
Le Championnat du monde junior de hockey sur glace est un ensemble de plusieurs tournois regroupant les nations en fonction de leur niveau. Les meilleures équipes disputent le titre dans la Division Élite.
Les 10 équipes de la Division Élite sont scindées en deux poules de 5 où elles disputent un tour préliminaire. Les 4 meilleures sont qualifiées pour les quarts de finale. Les derniers de chaque poule s'affrontent dans un tour de relégation, au meilleur des 3 matches. Le perdant est relégué en Division I A.
Pour les autres divisions qui comptent 6 équipes (sauf la Division III qui en compte 8), les équipes s’affrontent entre elles et, à l'issue de cette compétition, le premier est promu dans la division supérieure et le dernier est relégué dans la division inférieure.
Lors des phases de poule, les points sont attribués ainsi :
- victoire : 3 points ;
- victoire en prolongation ou aux tirs de fusillade : 2 points ;
- défaite en prolongation ou aux tirs de fusillade : 1 point ;
- défaite : 0 point.

## Résultats
| 11 décembre 2016 | France | 3-6 (1-2, 1-3, 1-1) | Biélorussie | Arena BHV, Bremerhaven 1 742 spectateurs |

| Feuille de match                   | Feuille de match                                                                                 | Feuille de match                    | Feuille de match | Feuille de match                                                                  |
| ---------------------------------- | ------------------------------------------------------------------------------------------------ | ----------------------------------- | --- | --------------------------------------------------------------------------------- |
|                                    | - Ville (Melin) — 7 min 40 s Maïa (Ville) — 20 min 27 s - Ville (Maïa, Thiry) — 59 min 12 s (SN) | 0-1 0-2 1-2 2-2 2-3 2-4 2-5 2-6 3-6 | Belevitch (Tchaïka, Charangovitch) — 6 min 19 s M. Souchko — 7 min 16 s - Belevitch (Vassiltchouk) — 22 min 20 s Belevitch — 35 min 57 s Koutsyr (Belevitch, Vassiltchouk) — 39 min 5 s Martyniouk (Astankov, Vassiltchouk) — 52 min 40 s (SN) - | Arbitrage : Oliver Gouin Juges de lignes : Wojciech Moszczynski Tobias Nordlander |
| Garnier (40 min) Papillon (20 min) | Gardiens                                                                                         | Ossipkov                            | | Arbitrage : Oliver Gouin Juges de lignes : Wojciech Moszczynski Tobias Nordlander |
| 18 min                             | Pénalités                                                                                        | 30 min                              | | Arbitrage : Oliver Gouin Juges de lignes : Wojciech Moszczynski Tobias Nordlander |
| 15                                 | Tirs                                                                                             | 41                                  | | Arbitrage : Oliver Gouin Juges de lignes : Wojciech Moszczynski Tobias Nordlander |

| 11 décembre 2016 | Allemagne | 5-3 (2-0, 2-2, 1-1) | Kazakhstan | Arena BHV, Bremerhaven 1 829 spectateurs |

| Feuille de match | Feuille de match | Feuille de match                | Feuille de match                                                                                                   | Feuille de match                                                           |
| ---------------- | --- | ------------------------------- | --- | -------------------------------------------------------------------------- |
|                  | Napravnik (Mayenschein) — 1 min 50 s (SN) Napravnik (Jahnke) — 18 min 5 s - Kopp — 32 min 24 s (SN) Mannes (Mayenschein, Eder) — 37 min 52 s - Mayenschein — 59 min 11 s (CV) | 1-0 2-0 2-1 2-2 3-2 4-2 4-3 5-3 | - Gabdoulline — 21 min 46 s (SN) Demianov — 26 min 13 s (TP) - Panioukov (Polokhov, Sabourov) — 52 min 18 s (SN) - | Arbitrage : Rasmus Toppel Juges de lignes : Nicola Basso Marc-Henri Progin |
| Brenner          | Gardiens | Boïarkine                       | | Arbitrage : Rasmus Toppel Juges de lignes : Nicola Basso Marc-Henri Progin |
| 16 min           | Pénalités | 14 min                          | | Arbitrage : Rasmus Toppel Juges de lignes : Nicola Basso Marc-Henri Progin |
| 36               | Tirs | 18                              | | Arbitrage : Rasmus Toppel Juges de lignes : Nicola Basso Marc-Henri Progin |

| 11 décembre 2016 | Norvège | 3-6 (1-2, 1-2, 1-2) | Autriche | Arena BHV, Bremerhaven 1 838 spectateurs |

| Feuille de match | Feuille de match | Feuille de match                    | Feuille de match | Feuille de match                                                                   |
| ---------------- | --- | ----------------------------------- | --- | ---------------------------------------------------------------------------------- |
|                  | Christensen (Grønstad) — 2 min 40 s (SN) - Johansen (Karlsen) — 32 min 5 s (SN) - Kjellesvik (Kåsastul) — 47 min 49 s - | 1-0 1-1 1-2 2-2 2-3 2-4 2-5 3-5 3-6 | - Maxa (Kernberger) — 4 min 29 s Wappis (Wolf, Maxa) — 19 min 23 s - Haudum — 35 min 9 s Wachter (Wappis, Matzka) — 39 min 28 s Kromp (Pöschmann) — 46 min 51 s (SN) - Kragl (Kromp, Pöschmann) — 56 min 23 s (2 SN) | Arbitrage : Przemyslav Kepa Juges de lignes : Thorsten Lajoie Jan-Christian Muller |
| Lillegrend       | Gardiens | Holzer                              | | Arbitrage : Przemyslav Kepa Juges de lignes : Thorsten Lajoie Jan-Christian Muller |
| 14 min           | Pénalités | 12 min                              | | Arbitrage : Przemyslav Kepa Juges de lignes : Thorsten Lajoie Jan-Christian Muller |
| 15               | Tirs | 30                                  | | Arbitrage : Przemyslav Kepa Juges de lignes : Thorsten Lajoie Jan-Christian Muller |

| 12 décembre 2016 | Kazakhstan | 1-3 (0-0, 1-1, 0-2) | France | Arena BHV, Bremerhaven 1 609 spectateurs |

| Feuille de match | Feuille de match                     | Feuille de match | Feuille de match                                                                                      | Feuille de match                                                                 |
| ---------------- | ------------------------------------ | ---------------- | --- | -------------------------------------------------------------------------------- |
|                  | Bykov (Solodovnikov) — 23 min 11 s - | 1-0 1-1 1-2 1-3  | - Maïa (Texier, Ville) — 33 min 54 s Pascal (Texier) — 59 min 15 s Ville (Texier, Maïa) — 59 min 35 s | Arbitrage : Daniel Prazak Juges de lignes : Thorsten Lajoie Wojciech Moszczynski |
| Boïarkine        | Gardiens                             | Garnier          | | Arbitrage : Daniel Prazak Juges de lignes : Thorsten Lajoie Wojciech Moszczynski |
| 6 min            | Pénalités                            | 8 min            | | Arbitrage : Daniel Prazak Juges de lignes : Thorsten Lajoie Wojciech Moszczynski |
| 31               | Tirs                                 | 28               | | Arbitrage : Daniel Prazak Juges de lignes : Thorsten Lajoie Wojciech Moszczynski |

| 12 décembre 2016 | Biélorussie | 4-2 (1-1, 0-1, 3-0) | Norvège | Arena BHV, Bremerhaven 1 637 spectateurs |

| Feuille de match | Feuille de match | Feuille de match        | Feuille de match                                                                         | Feuille de match                                                                 |
| ---------------- | --- | ----------------------- | ---------------------------------------------------------------------------------------- | -------------------------------------------------------------------------------- |
|                  | - Vassiltchouk (Martyniouk) — 15 min 48 s (SN) - Belevitch (Martyniouk, Vorobeï) — 45 min 10 s (SN) Ieriomenko (Bouïnitski, Zaïtchik) — 47 min 21 s (SN) Vassiltchouk (Astankov) — 59 min 54 s (CV) | 0-1 1-1 1-2 2-2 3-2 4-2 | Johansen (Grønstad) — 13 min 36 s - Karlsen (Johansen, Christensen) — 21 min 55 s (SN) - | Arbitrage : Rasmus Toppel Juges de lignes : Jan-Christian Muller Stef Oosterling |
| Ossipkov         | Gardiens | Lillegrend              |                                                                                          | Arbitrage : Rasmus Toppel Juges de lignes : Jan-Christian Muller Stef Oosterling |
| 14 min           | Pénalités | 16 min                  |                                                                                          | Arbitrage : Rasmus Toppel Juges de lignes : Jan-Christian Muller Stef Oosterling |
| 37               | Tirs | 18                      |                                                                                          | Arbitrage : Rasmus Toppel Juges de lignes : Jan-Christian Muller Stef Oosterling |

| 12 décembre 2016 | Autriche | 3-0 (1-0, 2-0, 0-0) | Allemagne | Arena BHV, Bremerhaven 1 714 spectateurs |

| Feuille de match | Feuille de match | Feuille de match | Feuille de match | Feuille de match                                                               |
| ---------------- | --- | ---------------- | ---------------- | ------------------------------------------------------------------------------ |
|                  | Birnbaum (Haudum, Pöschmann) — 9 min 11 s Wachter (Wolf, Wappis) — 27 min 9 s Haudum (Pöschmann, Kromp) — 28 min 37 s (SN) | 1-0 2-0 3-0      | -                | Arbitrage : Oliver Gouin Juges de lignes : Tobias Nordlander Marc-Henri Progin |
| Divis            | Gardiens | Brenner          |                  | Arbitrage : Oliver Gouin Juges de lignes : Tobias Nordlander Marc-Henri Progin |
| 10 min           | Pénalités | 18 min           |                  | Arbitrage : Oliver Gouin Juges de lignes : Tobias Nordlander Marc-Henri Progin |
| 19               | Tirs | 23               |                  | Arbitrage : Oliver Gouin Juges de lignes : Tobias Nordlander Marc-Henri Progin |

| 14 décembre 2016 | Autriche | 3-6 (2-2, 1-1, 0-3) | Kazakhstan | Arena BHV, Bremerhaven 1 590 spectateurs |

| Feuille de match | Feuille de match | Feuille de match                    | Feuille de match | Feuille de match                                                             |
| ---------------- | --- | ----------------------------------- | --- | ---------------------------------------------------------------------------- |
|                  | Kernberger (Wappis, Wolf) — 4 min 59 s Pöschmann (Kromp, Haudum) — 14 min 42 s - Kromp (Haudum, Birnbaum) — 32 min 39 s (SN) - | 1-0 2-0 2-1 2-2 2-3 3-3 3-4 3-5 3-6 | - Parkhomenko (Orekhov, Panioukov) — 15 min 57 s Melikhov (Demianov, Panioukov) — 17 min 34 s Khrestianovski (Gabdoulline) — 26 min 19 s - Panioukov (Saï. Daniar) — 50 min 49 s (SN) Borissevitch (Panioukov, Polokhov) — 53 min 26 s (SN) Khrestianovski (Melikhov) — 58 min 8 s | Arbitrage : Przemyslav Kepa Juges de lignes : Nicola Basso Tobias Nordlander |
| Divis            | Gardiens | Boïarkine                           | | Arbitrage : Przemyslav Kepa Juges de lignes : Nicola Basso Tobias Nordlander |
| 18 min           | Pénalités | 30 min                              | | Arbitrage : Przemyslav Kepa Juges de lignes : Nicola Basso Tobias Nordlander |
| 28               | Tirs | 23                                  | | Arbitrage : Przemyslav Kepa Juges de lignes : Nicola Basso Tobias Nordlander |

| 14 décembre 2016 | France | 2-3 (3-2, 0-0, 0-2) | Norvège | Arena BHV, Bremerhaven 1 666 spectateurs |

| Feuille de match | Feuille de match                                                      | Feuille de match    | Feuille de match | Feuille de match                                                                |
| ---------------- | --------------------------------------------------------------------- | ------------------- | --- | ------------------------------------------------------------------------------- |
|                  | Maïa (Ville, Thiry) — 20 s - Gallet (Maïa, Texier) — 59 min 48 s (SN) | 1-0 1-1 1-2 1-3 2-3 | - Johansen (Grønstad, Marthinsen) — 1 min 30 s Ellingsen (Dahl, Noer) — 19 min 58 s Marthinsen (Christensen, Johansen) — 52 min 51 s - | Arbitrage : Oliver Gouin Juges de lignes : Thorsten Lajoie Wojciech Moszczynski |
| Garnier          | Gardiens                                                              | Lillegrend          | | Arbitrage : Oliver Gouin Juges de lignes : Thorsten Lajoie Wojciech Moszczynski |
| 10 min           | Pénalités                                                             | 6 min               | | Arbitrage : Oliver Gouin Juges de lignes : Thorsten Lajoie Wojciech Moszczynski |
| 32               | Tirs                                                                  | 26                  | | Arbitrage : Oliver Gouin Juges de lignes : Thorsten Lajoie Wojciech Moszczynski |

| 14 décembre 2016 | Biélorussie | 3-4 (TB) (2-2, 0-0, 1-1, 0-0, 0-1) | Allemagne | Arena BHV, Bremerhaven 1 792 spectateurs |

| Feuille de match | Feuille de match | Feuille de match            | Feuille de match | Feuille de match                                                              |
| ---------------- | --- | --------------------------- | --- | ----------------------------------------------------------------------------- |
|                  | Belevitch (Ieriomenko, Vassiltchouk) — 5 min 8 s - I.Souchko (Ieriomenko) — 18 min 57 s (2 SN) Vassiltchouk (Astankov) — 50 min 8 s - | 1-0 1-1 1-2 2-2 3-2 3-3 3-4 | - Mayenschein (Eder, Dumont) — 13 min 13 s Dumont (Eder, Mayenschein) — 16 min 11 s - Eder (Napravnik, Kopp) — 54 min 2 s (SN) Mayenschein — 65 min (TB) | Arbitrage : Daniel Prazak Juges de lignes : Stef Oosterling Marc-Henri Progin |
| Ossipkov         | Gardiens | Pantkowski                  | | Arbitrage : Daniel Prazak Juges de lignes : Stef Oosterling Marc-Henri Progin |
| 8 min            | Pénalités | 22 min                      | | Arbitrage : Daniel Prazak Juges de lignes : Stef Oosterling Marc-Henri Progin |
| 26               | Tirs | 26                          | | Arbitrage : Daniel Prazak Juges de lignes : Stef Oosterling Marc-Henri Progin |

| 15 décembre 2016 | Autriche | 3-4 (0-1, 1-0, 0-2) | France | Arena BHV, Bremerhaven 471 spectateurs |

| Feuille de match | Feuille de match                                                                         | Feuille de match            | Feuille de match | Feuille de match                                                            |
| ---------------- | ---------------------------------------------------------------------------------------- | --------------------------- | --- | --------------------------------------------------------------------------- |
|                  | - Wappis (Wachter) — 43 min 53 s Winkler (Feldner) — 45 min 23 s Nissner — 48 min 12 s - | 0-1 0-2 0-3 1-3 2-3 3-3 3-4 | Texier (Guebey, Ville) — 13 min 53 s (SN) Guebey (Maïa, Ville) — 29 min 14 s Ville (Texier, Maïa) — 39 min 38 s - Maïa (Gallet, Ville) — 54 min 29 s (SN) | Arbitrage : Daniel Prazak Juges de lignes : Thorsten Lajoie Stef Oosterling |
| Holzer           | Gardiens                                                                                 | Papillon                    | | Arbitrage : Daniel Prazak Juges de lignes : Thorsten Lajoie Stef Oosterling |
| 42 min           | Pénalités                                                                                | 16 min                      | | Arbitrage : Daniel Prazak Juges de lignes : Thorsten Lajoie Stef Oosterling |
| 33               | Tirs                                                                                     | 17                          | | Arbitrage : Daniel Prazak Juges de lignes : Thorsten Lajoie Stef Oosterling |

| 15 décembre 2016 | Kazakhstan | 1-3 (0-2, 0-1, 1-0) | Biélorussie | Arena BHV, Bremerhaven 518 spectateurs |

| Feuille de match | Feuille de match                    | Feuille de match | Feuille de match | Feuille de match                                                              |
| ---------------- | ----------------------------------- | ---------------- | --- | ----------------------------------------------------------------------------- |
|                  | - Khrestianovski — 54 min 38 s (SN) | 0-1 0-2 0-3 1-3  | Bouïnitski (Savinov, Vorobeï) — 4 min 51 s Farafontov (Martynov, Martyniouk) — 12 min 3 s Pichtchouk (Martynov, Bouïnitski) — 36 min 25 s (SN) - | Arbitrage : Rasmus Toppel Juges de lignes : Nicola Basso Jan-Christian Muller |
| Boïarkine        | Gardiens                            | Ossipkov         | | Arbitrage : Rasmus Toppel Juges de lignes : Nicola Basso Jan-Christian Muller |
| 30 min           | Pénalités                           | 14 min           | | Arbitrage : Rasmus Toppel Juges de lignes : Nicola Basso Jan-Christian Muller |
| 17               | Tirs                                | 35               | | Arbitrage : Rasmus Toppel Juges de lignes : Nicola Basso Jan-Christian Muller |

| 15 décembre 2016 | Norvège | 0-2 (0-0, 0-0, 0-2) | Allemagne | Arena BHV, Bremerhaven 609 spectateurs |

| Feuille de match | Feuille de match | Feuille de match | Feuille de match                                                   | Feuille de match                                                                     |
| ---------------- | ---------------- | ---------------- | ------------------------------------------------------------------ | ------------------------------------------------------------------------------------ |
|                  | -                | 0-1 0-2          | Körner (Gläßl, Kälble) — 51 min 42 s (SN) Drews — 59 min 59 s (CV) | Arbitrage : Przemyslav Kepa Juges de lignes : Wojciech Moszczynski Tobias Nordlander |
| Lillegrend       | Gardiens         | Pantkowski       |                                                                    | Arbitrage : Przemyslav Kepa Juges de lignes : Wojciech Moszczynski Tobias Nordlander |
| 10 min           | Pénalités        | 2 min            |                                                                    | Arbitrage : Przemyslav Kepa Juges de lignes : Wojciech Moszczynski Tobias Nordlander |
| 14               | Tirs             | 30               |                                                                    | Arbitrage : Przemyslav Kepa Juges de lignes : Wojciech Moszczynski Tobias Nordlander |

| 17 décembre 2016 | Kazakhstan | 3-2 (0-0, 2-0, 1-2) | Norvège | Arena BHV, Bremerhaven 1 766 spectateurs |

| Feuille de match | Feuille de match | Feuille de match    | Feuille de match                                                               | Feuille de match                                                                   |
| ---------------- | --- | ------------------- | ------------------------------------------------------------------------------ | ---------------------------------------------------------------------------------- |
|                  | Saï. Daniar (Sam. Daniar) — 23 min 21 s (SN) Orekhov (Borissevitch, Medvedev) — 27 min 4 s (SN) Khrestianovski (Saï. Daniar) — 41 min 35 s - | 1-0 20- 3-0 3-1 3-2 | - Homdrom (Dahl, Rønnild) — 45 min 44 s Karlsen (Ellingsen) — 58 min 43 s (JS) | Arbitrage : Daniel Prazak Juges de lignes : Wojciech Moszczynski Tobias Nordlander |
| Boïarkine        | Gardiens | Lillegrend          |                                                                                | Arbitrage : Daniel Prazak Juges de lignes : Wojciech Moszczynski Tobias Nordlander |
| 12 min           | Pénalités | 22 min              |                                                                                | Arbitrage : Daniel Prazak Juges de lignes : Wojciech Moszczynski Tobias Nordlander |
| 22               | Tirs | 20                  |                                                                                | Arbitrage : Daniel Prazak Juges de lignes : Wojciech Moszczynski Tobias Nordlander |

| 17 décembre 2016 | Biélorussie | 4-0 (1-0, 2-0, 1-0) | Autriche | Arena BHV, Bremerhaven 1 804 spectateurs |

| Feuille de match | Feuille de match | Feuille de match | Feuille de match | Feuille de match                                                             |
| ---------------- | --- | ---------------- | ---------------- | ---------------------------------------------------------------------------- |
|                  | Belevitch (Astankov, Joukovski) — 15 min 41 s Vorobeï (Belevitch, Vassiltchouk) — 31 min 46 s (SN) Vassiltchouk (Astankov, Belevitch) — 34 min 20 s (SN) Astankov (Vorobeï, Vassiltchouk) — 49 min 19 s (SN) | 1-0 2-0 3-0 4-0  | -                | Arbitrage : Oliver Gouin Juges de lignes : Nicola Basso Jan-Christian Muller |
| Ossipkov         | Gardiens | Divis            |                  | Arbitrage : Oliver Gouin Juges de lignes : Nicola Basso Jan-Christian Muller |
| 6 min            | Pénalités | 12 min           |                  | Arbitrage : Oliver Gouin Juges de lignes : Nicola Basso Jan-Christian Muller |
| 37               | Tirs | 10               |                  | Arbitrage : Oliver Gouin Juges de lignes : Nicola Basso Jan-Christian Muller |

| 17 décembre 2016 | Allemagne | 6-4 (2-0, 2-2, 2-2) | France | Arena BHV, Bremerhaven 1 902 spectateurs |

| Feuille de match | Feuille de match | Feuille de match                        | Feuille de match | Feuille de match                                                                |
| ---------------- | --- | --------------------------------------- | --- | ------------------------------------------------------------------------------- |
|                  | Körner — 4 min 51 s Busch (Körner, Daubner) — 12 min 15 s - Busch (Körner) — 26 min 36 s - Drews (Körner, Eder) — 35 min 59 s - Eder (Schütz, Napravnik) — 47 min 35 s (SN) Kälble (Drews, Spitzner) — 48 min 11 s - | 1-0 2-0 2-1 3-1 3-2 4-2 4-3 5-3 6-3 6-4 | - Maïa (Texier, Ville) — 24 min 58 s (SN) - Matima (Addamo, Suire) — 32 min 58 s - Gallet (Texier, Ville) — 41 min 24 s (SN) - Torres (Pascal) — 51 min 9 s | Arbitrage : Przemyslav Kepa Juges de lignes : Stef Oosterling Marc-Henri Progin |
| Pantkowski       | Gardiens | Papillon                                | | Arbitrage : Przemyslav Kepa Juges de lignes : Stef Oosterling Marc-Henri Progin |
| 10 min           | Pénalités | 6 min                                   | | Arbitrage : Przemyslav Kepa Juges de lignes : Stef Oosterling Marc-Henri Progin |
| 32               | Tirs | 17                                      | | Arbitrage : Przemyslav Kepa Juges de lignes : Stef Oosterling Marc-Henri Progin |

## Classement final
| Clt   | Équipe      | PJ | V | VP | D | DP | BP | BC | Diff | Pts |
| ----- | ----------- | -- | - | -- | - | -- | -- | -- | ---- | --- |
| +001, | Biélorussie | 5  | 4 | 0  | 0 | 1  | 20 | 10 | +10  | 13  |
| +002, | Allemagne   | 5  | 3 | 1  | 1 | 0  | 17 | 13 | +4   | 11  |
| +003, | France      | 5  | 2 | 0  | 3 | 0  | 16 | 19 | -3   | 6   |
| +004, | Kazakhstan  | 5  | 2 | 0  | 3 | 0  | 14 | 16 | -2   | 6   |
| +004, | Autriche    | 5  | 2 | 0  | 3 | 0  | 15 | 17 | -2   | 6   |
| +005, | Norvège     | 5  | 1 | 0  | 4 | 0  | 10 | 17 | -7   | 3   |

- Promu en Division Élite en 2018
- Relégué en Division IB en 2018

## Récompenses individuelles
| Rang | Joueur               | Pays        | PJ | B | A | Pts | +/− | Pun |
| ---- | -------------------- | ----------- | -- | - | - | --- | --- | --- |
| 1    | Gabin Ville          | France      | 5  | 4 | 8 | 12  | +1  | 0   |
| 2    | Bastien Maïa         | France      | 5  | 5 | 5 | 10  | +2  | 2   |
| 3    | Rouslan Vassiltchouk | Biélorussie | 5  | 4 | 6 | 10  | +7  | 2   |
| 4    | Andreï Belevitch     | Biélorussie | 5  | 6 | 3 | 9   | +5  | 6   |
| 5    | Alexandre Texier     | France      | 5  | 1 | 7 | 8   | +1  | 4   |
| 6    | Jakob Mayenschein    | Allemagne   | 5  | 3 | 3 | 6   | +4  | 16  |
| 7    | Tobias Eder          | Allemagne   | 5  | 2 | 4 | 6   | +4  | 8   |
| 8    | Ievgueni Astankov    | Biélorussie | 5  | 1 | 5 | 6   | +5  | 0   |
| 9    | Sebastian Johansen   | Norvège     | 5  | 3 | 2 | 5   | -1  | 4   |
| 10   | 5 joueurs            | 5 joueurs   | 5  | 2 | 3 | 5   | -   | -   |

| Rang | Joueur                   | Pays        | Min          | BC | Moy  | %Arr  | Bl |
| ---- | ------------------------ | ----------- | ------------ | -- | ---- | ----- | -- |
| 1    | Jens Kristian Lillegrend | Norvège     | 296 min 39 s | 15 | 3,03 | 89,93 | 0  |
| 2    | Raphaël Garnier          | France      | 159 min 53 s | 9  | 3,38 | 89,77 | 0  |
| 3    | Nikita Boïarkine         | Kazakhstan  | 299 min 23 s | 15 | 3,01 | 89,73 | 0  |
| 4    | Mirko Pantkowski         | Allemagne   | 216 min 23 s | 7  | 1,94 | 89,71 | 1  |
| 5    | Aleksandr Ossipkov       | Biélorussie | 305 min      | 10 | 1,97 | 88,37 | 1  |

Nota : seuls sont classés les gardiens ayant joué au minimum 40 % du temps de jeu de leur équipe.